# Elezioni parlamentari in Uzbekistan del 2019-20
Le elezioni parlamentari in Uzbekistan del 2019-20 si sono tenute il 22 dicembre (primo turno) e il 5 gennaio (secondo turno) per il rinnovo della Camera legislativa.

## Risultati
| Liste                                                         | Seggi       | Seggi         | Seggi  |
| Liste                                                         | Primo turno | Secondo turno | Totale |
| ------------------------------------------------------------- | ----------- | ------------- | ------ |
| Partito Liberale Democratico dell'Uzbekistan                  | 42          | 11            | 53     |
| Partito Democratico dell'Uzbekistan «Ricostruzione Nazionale» | 34          | 2             | 36     |
| Partito Socialdemocratico della Giustizia                     | 20          | 4             | 24     |
| Partito Democratico Popolare dell'Uzbekistan                  | 18          | 4             | 22     |
| Movimento Ecologico                                           | 11          | 4             | 15     |
| Totale                                                        | 125         | 25            | 150    |